# Vanessa Marano
Vanessa Nicole Marano (* 31. října 1992, Los Angeles, Kalifornie, USA) je americká herečka, která se objevila v seriálech Beze stopy, Gilmorova děvčata, Posel ztracených duší, Scoundrels a Mladí a neklidní. Nejvíce se proslavila rolí Bay Kennish v ABC Family seriálu Záměna. Její sestra Laura Marano je také herečka, jejíž nejznámější rolí je postava Ally v seriálu Austin a Ally.

## Kariéra
Vanessa začala profesionálně hrát v sedmi letech. V jednom rozhovoru uvedla, že její matka nechtěla, aby se ani jedno z jejich děti živilo herectvím a tak jí přivedla k agentovi, o kterém si myslela, že ji odmítne, ale on neodmítl. Od té doby pracuje pro Stage Door Theater. Zahrála si v seriálech Beze stopy (ona a její sestra Laura hrály sestry), Návrat na výsluní (nevlastní dcera Valerie), Gilmorova děvčata (April Nardini - Lukova dcera). Také hrála Layne Abeley ve filmu Dívčí parta a Dear Lemon Lima. Objevila se v jedné epizodě seriálu Posel ztracených duší s Jennifer Love Hewitt, získala roli Eden v Mladí a neklidní a roli Hope v Soundrels.
V roce 2011 se připojila k obsazení seriálu stanice ABC Family Záměna jako Bay Kennish. Seriál se vysílal do roku 2017.

## Osobní život
Vanessa Marano se narodila v kalifornském Los Angeles. Její matka Ellen vlastní dětské divadlo Agoura. Její mladší sestra Laura hraje v Disney Channel seriálu Austin a Ally. Její otec má italské kořeny. Kromě anglického jazyka mluví plynně italsky. 

## Filmografie

### Film
| Rok  | Název                     | Role                | Poznámky            |
| ---- | ------------------------- | ------------------- | ------------------- |
| 2003 | Easy                      | Malá Jamie          | nekreditována       |
| 2003 | Hledá se Nemo             | různé hlasy         |                     |
| 2008 | Dívčí parta               | Layne Abeley        |                     |
| 2009 | Dear Lemon Lima           | Samantha Combs      |                     |
| 2012 | Your Father's Daughter    | Luciana             | krátkometrážní film |
| 2013 | The Secret Lives of Dorks | Samantha            |                     |
| 2014 | Senior Project            | Samantha Willow     |                     |
| 2018 | Daphne & Velma            | Carol               |                     |
| 2018 | Saving Zoë                | Zoë                 | také producentka    |
| 2020 | This Is the Year          | Molly               |                     |
| 2020 | How To Deter A Robber     | Madison Williams    |                     |
| 2021 | This Game's Called Murder | Jennifer Wallendorf |                     |
| 2022 | Královské zacházení       | —                   | producentka         |

### Televize
| Rok       | Název                                   | Role                             | Poznámky                                                |
| --------- | --------------------------------------- | -------------------------------- | ------------------------------------------------------- |
| 2002–2009 | Beze stopy                              | Hanna Malone                     | vedlejší role, 12 dílů                                  |
| 2004      | S dětmi na krku                         | Lexie                            | Epizoda: "Tombstone Blueus"                             |
| 2004      | Příběh Brooke Ellisonové                | Mladá Brooke Ellisonová          | TV film                                                 |
| 2005      | Odpočívej v pokoji                      | Tate Pasquese                    | 2 díly                                                  |
| 2005      | Návrat na výsluní                       | Franchesca                       | hlavní role, 12 dílů                                    |
| 2005      | Malcolm v nesnázích                     | Gina                             | díl: „Malcolm Defends Reese“                            |
| 2005–2007 | Gilmorova děvčata                       | April Nardini                    | vedlejší role, 13 dílů                                  |
| 2006      | Boys Life                               | Sheila                           | TV film                                                 |
| 2007      | Hell on Earth                           | Shelly                           | TV film                                                 |
| 2008      | Man of Your Dreams                      | Maia                             | TV film                                                 |
| 2008      | Miss Guided                             | Kelyl                            | díl: „Homecoming“                                       |
| 2008      | Closer                                  | Theresa Monroe                   | díl: „Problémové dítě“                                  |
| 2008      | Posel ztracených duší                   | Alise Jones                      | díl: „Ghost in the Machine“                             |
| 2008–2010 | Mladí a neklidní                        | Eden Baldwin                     | hlavní role, 59 dílů                                    |
| 2009      | Trust Me                                | Haley McGuire                    | vedlejší role, 5 dílů                                   |
| 2009–2011 | Dexter                                  | Rebecca Mitchell                 | vedlejší role, 6 dílů                                   |
| 2010      | Nenazvaný pilot Michaela Jacobse        | Bailey Davidson                  | neprodaný pilotní film                                  |
| 2010      | Past Life                               | Susan Cahrne                     | díl: „Dead Man Talking“                                 |
| 2010      | Medium                                  | Jennifer Whitten                 | 2 díly                                                  |
| 2010      | Scoundrels                              | Hope West                        | hlavní role, 8 dílů                                     |
| 2010      | Famílie                                 | Holly                            | díl: „Date Night“                                       |
| 2010      | Vezmi si mě                             | Imogen Hicks                     | TV film                                                 |
| 2011      | Private Practice                        | Casey                            | díl: „The Hardest Part“                                 |
| 2011      | Láska bolí                              | Becky Lerner                     | díl: „Příliš mnoho informací“                           |
| 2011      | Kriminálka Las Vegas                    | Samantha Cafferty                | díl: „Kriminalista sestřelen“                           |
| 2011–2017 | Záměna                                  | Bay Kennish                      | hlavní role, 104 dílů                                   |
| 2012      | Chirurgové                              | Holly Wheeler                    | díl: „Dívka beze jména“                                 |
| 2012      | Boys Are Stupid, Girls Are Mean         | Vypravěč                         | 9 dílů                                                  |
| 2013      | Restless Virgins                        | Emily                            | TV film                                                 |
| 2013      | Prozíravost                             | Riley                            | díl: „Toxic“                                            |
| 2014      | Námořní vyšetřovací služba: New Orleans | Natalie Lane                     | díl: „Nábor“                                            |
| 2016      | Gilmorova děvčata: Rok v životě         | April Nardini                    | díl: „Summer“                                           |
| 2016      | Outcast                                 | Sherry                           | díl: „The Road Before Us“                               |
| 2017      | Silicon Valley                          | studentka Stanfordovy univerzity | díly: „Teambuilding Exercise“ a „Intellectual Property“ |
| 2018      | Station 19                              | Molly                            | díl: „Žádný čas na oddech“                              |
| 2018–2022 | Bad Boy                                 | Vanessa                          | 5 dílů                                                  |
| 2018–2019 | Dead Girls Detective Agency             | Nancy Graves                     | internetový seriál, hlavní role, 22 dílů                |
| 2019      | Chirurgové                              |                                  | díl: „Nemáse čeho držet“                                |
| 2019      | Super Simple Love Story                 | Nell                             | neprodaný televizní pilotní díl                         |
| 2021      | Záchranáři L. A.                        | Sydney                           | díly: „Vítejte v budoucnosti“ a „Podezření“             |

## Ocenění a nominace
| Rok  | Ocenění            | Kategorie                         | Práce  | Výsledek |
| ---- | ------------------ | --------------------------------- | ------ | -------- |
| 2011 | Teen Choice Awards | letní televizní hvězda: žena      | Záměna | nominace |
| 2013 | Teen Choice Awards | nejlepší televizní herečka: drama | Záměna | nominace |